# Triplicate
Triplicate es el trigésimo octavo álbum de estudio del músico estadounidense Bob Dylan, publicado por la compañía discográfica Columbia Records el 31 de marzo de 2017. El álbum, producido por el propio músico bajo el seudónimo de Jack Frost, es el primer disco triple en la carrera musical de Dylan, y está compuesto por temas clásicos estadounidenses en la línea de sus dos anteriores trabajos, Shadows in the Night (2015) y Fallen Angels (2016).
El álbum, que incluye treinta canciones, está organizado en torno a tres discos temáticos con los títulos de  'Till The Sun Goes Down, Devil Dolls y Comin' Home Late y fue grabado, al igual que sus dos anteriores trabajos, en los Hollywood Studios de Capitol Records con el respaldo de su banda habitual y de Al Schmitt como ingeniero de sonido. Sobre el álbum, Dylan comento: «Encuentro estas grandes canciones como una tremenda fuente de inspiración que me ha llevado a uno de mis periodos más satisfactorios en el estudio. He encontrado nuevas maneras de descubrir e interpretar estas canciones que están en línea con las mejores grabaciones de mis propias canciones, y a mi grupo y a mí parece que nos fue bien con Triplicate a todos los niveles».
Triplicate fue publicado como triple CD y triple LP, y fue precedido por el estreno del video de «I Could Have Told You» en Youtube el 31 de enero.

## Lista de canciones
| Disco 1 – 'Til the Sun Goes Down |                                       |                                       |          |  |
| N.º                              | Título                                | Escritor(es)                          | Duración |  |
| 1.                               | «I Guess I'll Have to Change My Plan» | Arthur Schwartz, Howard Dietz         | 2:27     |  |
| 2.                               | «The September of My Years»           | Jimmy Van Heusen, Sammy Cahn          | 3:25     |  |
| 3.                               | «I Could Have Told You»               | Carl Sigman, Jimmy Van Heusen         | 3:37     |  |
| 4.                               | «Once Upon a Time»                    | Charles Strouse, Lee Adams            | 3:37     |  |
| 5.                               | «Stormy Weather»                      | Harold Arlen, Ted Koehler             | 3:05     |  |
| 6.                               | «This Nearly Was Mine»                | Richard Rodgers, Oscar Hammerstein II | 2:48     |  |
| 7.                               | «That Old Feeling»                    | Sammy Fain, Lew Brown                 | 3:38     |  |
| 8.                               | «It Gets Lonely Early»                | Van Heusen, Cahn                      | 3:10     |  |
| 9.                               | «My One and Only Love»                | Guy Wood, Robert Mellin               | 3:21     |  |
| 10.                              | «Trade Winds»                         | Ralph MacDonald                       | 2:40     |  |

| Disco 2 – Devil Dolls |                             |                                          |          |  |
| N.º                   | Título                      | Escritor(es)                             | Duración |  |
| 1.                    | «Braggin'»                  | Jimmy Shirl, Robert Marko, Henry Manners | 2:44     |  |
| 2.                    | «As Time Goes By»           | Herman Hupfeld                           | 3:22     |  |
| 3.                    | «Imagination»               | Van Heusen, Johnny Burke                 | 2:34     |  |
| 4.                    | «How Deep Is the Ocean?»    | Irving Berlin                            | 3:23     |  |
| 5.                    | «P.S. I Love You»           | Gordon Jenkins, Johnny Mercer            | 4:17     |  |
| 6.                    | «The Best Is Yet to Come»   | Cy Coleman, Carolyn Leigh                | 2:57     |  |
| 7.                    | «But Beautiful»             | Van Heusen, Burke                        | 3:22     |  |
| 8.                    | «Here's That Rainy Day»     | Van Heusen, Burke                        | 3:27     |  |
| 9.                    | «Where Is the One?»         | Alec Wilder, Edwin Finckel               | 3:14     |  |
| 10.                   | «There's a Flaw in My Flue» | Van Heusen, Burke                        | 2:47     |  |

| Disco 3 – Comin' Home Late |                                      |                                         |          |  |
| N.º                        | Título                               | Escritor(es)                            | Duración |  |
| 1.                         | «Day In, Day Out»                    | Rube Bloom, Mercer                      | 3:01     |  |
| 2.                         | «I Couldn't Sleep a Wink Last Night» | Harold Adamson, Jimmy McHugh            | 3:15     |  |
| 3.                         | «Sentimental Journey»                | Les Brown, Ben Homer, Bud Green         | 3:11     |  |
| 4.                         | «Somewhere Along the Way»            | Van Heusen, Sammy Gallop                | 3:18     |  |
| 5.                         | «When the World Was Young»           | Philippe-Gérard, Angèle Vannier, Mercer | 3:47     |  |
| 6.                         | «These Foolish Things»               | Eric Maschwitz, Jack Strachey           | 4:11     |  |
| 7.                         | «You Go to My Head»                  | John Frederick Coots, Haven Gillespie   | 3:06     |  |
| 8.                         | «Stardust»                           | Hoagy Carmichael, Mitchell Parish       | 2:30     |  |
| 9.                         | «It's Funny to Everyone But Me»      | Jack Lawrence                           | 2:38     |  |
| 10.                        | «Why Was I Born?»                    | Jerome Kern, Hammerstein II             | 2:50     |  |

## Personal
- Bob Dylan: voz.
- Tony Garnier: bajo.
- Dean Parks: guitarra.
- Charlie Sexton: guitarra.
- Donnie Herron: steel guitar.
- George Receli: batería.

## Posición en listas
| País                                | Posición |
| ----------------------------------- | -------- |
| Alemania (Media Control Charts)     | 7        |
| Australia (ARIA)                    | 36       |
| Austria (Ö3 Austria)                | 4        |
| Bélgica (Ultratop Flandes)          | 7        |
| Bélgica (Ultratop Valonia)          | 33       |
| Dinamarca (Hitlisten)               | 25       |
| Estados Unidos (Billboard 200)      | 37       |
| España (PROMUSICAE)                 | 7        |
| Finlandia (Suomen Virallinen Lista) | 26       |
| Francia (SNEP)                      | 40       |
| Irlanda (IRMA)                      | 5        |
| Italia (FIMI)                       | 9        |
| Nueva Zelanda (RMNZ)                | 27       |
| Noruega (VG-lista)                  | 10       |
| Países Bajos (Album Top 100)        | 5        |
| Reino Unido (UK Albums Chart)       | 17       |
| Suecia (Sverigetopplistan)          | 3        |
| Suiza (Schweizer Hitparade)         | 10       |